# Battaglia di Écija
La battaglia di Écija fu una battaglia combattuta l'8 settembre 1275 durante la Reconquista e che vide contrapposte le truppe della Corona di Castiglia a quelle musulmane dei Merinidi e dei loro alleati, e che si concluse con la vittoria di queste ultime.

## Scenario
Il Sultanato di Granada era travolto da una guerra civile ed era ripetutamente saccheggiato dalle forze castigliane. Ciò spinse Muhammad II al-Faqih, desideroso di smettere di combattere due guerre contemporaneamente, a domandare l'aiuto dei suoi alleati marocchini. Nel 1275 il sultano merinide Abu Yusuf Yaqub ibn Abd Al-Haqq sbarcò con un esercito nella penisola iberica ed iniziò una campagna con l'obiettivo di occupare la città di Tarifa.
Il re castigliano Alfonso X si trovava all'estero in quel periodo e il regno era governato dall'infante Ferdinando, che fungeva da reggente. Questi radunò immediatamente le sue truppe e si diresse verso sud, ma morì inaspettatamente per cause naturali a Ciudad Real il 25 luglio 1275.

## Battaglia
L'8 settembre, mentre marciavano verso nord, le forze musulmane incontrarono l'esercito castigliano comandato da Nuño González de Lara el Bueno, adelantado mayor dell'Andalusia e castellano di Écija. Sebbene alcuni gli avessero consigliato di evitare una battaglia campale, Nuño González decise di provare a fermare l'avanzata dei Merinidi ma venne sconfitto e morì nello scontro.

## Conseguenze
Non si hanno dati certi sul numero dei caduti dei due schieramenti ma Abu Yusuf non riuscì a conquistare Écija poiché 300 cavalieri cristiani riuscirono a entrare nella città e lo indussero a ritirarsi.
Ad ottobre un secondo esercito guidato dall'arcivescovo di Toledo Sancho d'Aragona venne ugualmente sconfitto nella battaglia di Martos. L'infante Sancho di Castiglia, secondogenito di Alfonso X di Castiglia, organizzò rapidamente una difesa delle frontiere meridionali, prevenendo ulteriori scorrerie da parte di Abu Yusuf. Quest'ultimo decise quindi di stipulare una tregua con Alfonso X di Castiglia, rientrando successivamente in Marocco (dicembre 1275 o gennaio 1276). L'intesa sarebbe durata sino alla primavera del 1277, anno in cui ricominciarono le ostilità in occasione della campagna merinide in Andalusia del 1277-1278.